# Lovemobile

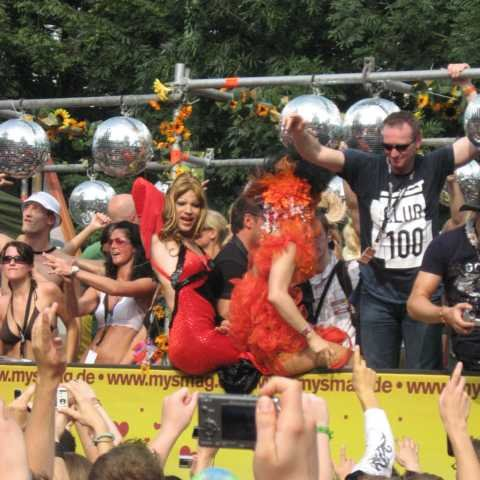
Lovemobile bei der Loveparade 2007 in Essen

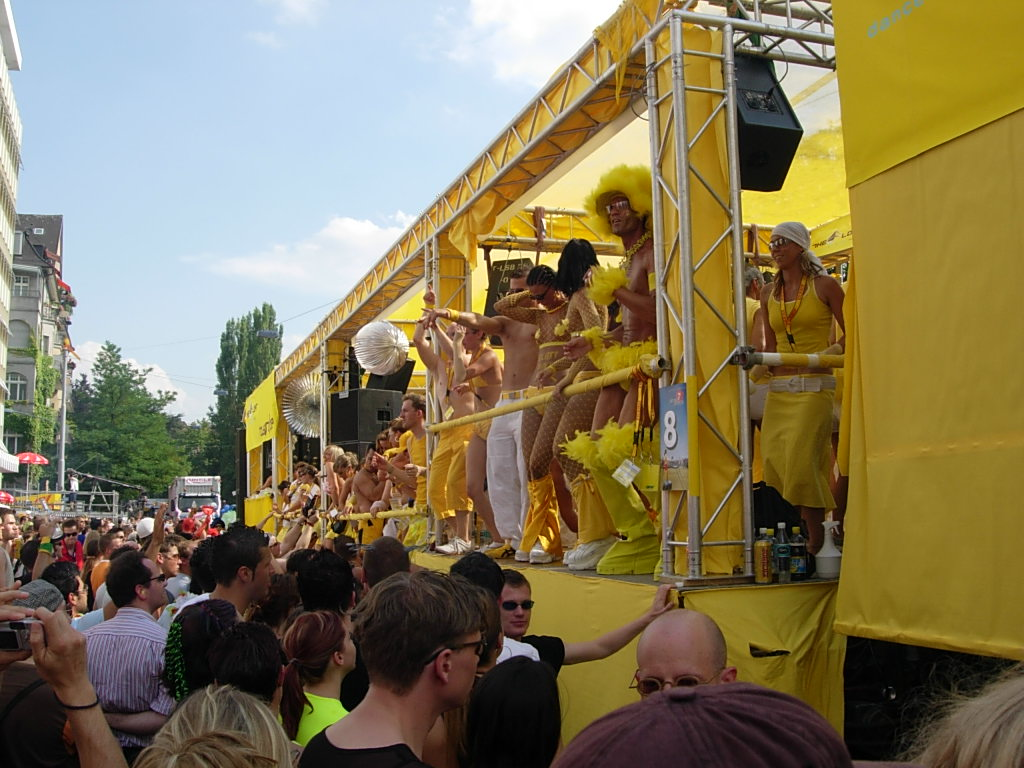
Lovemobile bei der Zürcher Street Parade 2004

Ein Lovemobile (deutsch Liebesmobil) ist bei Technoparaden ein Lastwagen, der Musik spielt und auf dem Personen tanzen, ähnlich einem Wagen, der bei einem Faschingsumzug mitfährt. Im englischen Sprachraum wird hauptsächlich die Bezeichnung Float verwendet.

## Herkunft des Begriffs
Der Begriff Love-Mobile wurde erstmals im Jahr 1990 von Loveparade-Gründer Matthias Roeingh (Künstlername Dr. Motte) für die LKW der ersten Loveparade in Berlin verwendet. Da die Berliner Loveparade als Vorbild von Technoparaden galt, wurde der Begriff auch von anderen Paraden übernommen für fahrende, mobile Tanzflächen.

## Elemente und Aufbau
Ein Lovemobile besteht aus einer Tanzfläche für 20–50 oder auch mehr Personen, die auf der Tiefladefläche des LKWs eingerichtet wird, sowie einer wattstarken Musikanlage (in der Regel 30.000–150.000 Watt; Als Faustregel gilt: ein Kilowatt Musikleistung pro Quadratmeter Fläche). Häufig kommen auf Lovemobiles auch die in Discotheken und Clubs üblichen Effekte wie Nebelmaschinen, Stroboskope, Scanner (farbige Effektstrahler) oder in jüngster Zeit Schaumkanonen zum Einsatz.
Lovemobiles sind meist aufwändig dekoriert und oft mit großformatigen Bannern versehen, die für einen Club, DJ oder eine Rave-Party werben (kommerzielle Produktwerbung ist bei vielen Paraden hingegen verboten). Die Farben und die Art des Dekos sowie das Outfit der Tänzer und Tänzerinnen („Dresscode“) orientieren sich meist an einem mehrere Monate vor der Veranstaltung festgelegten Motto und Design-Konzept. Das technische Equipment sowie das Deko-Material werden an Traversen aufgehängt oder befestigt. Waren die Lovemobiles in den Anfangszeiten der Technoparaden noch recht rudimentär ausgestattet, so ist in den letzten Jahren ein Trend zu größeren, aufwändigeren, ausgefalleneren und lauteren Mobilen festzustellen.

## Betreiber
Lovemobiles werden meist von bekannten Clubs und Party-Veranstaltern betrieben. Häufig sind die Betreiber auch Plattenlabels oder in der Szene angesehene DJs und Produzenten. Immer häufiger versuchen sich Firmen durch das Betreiben eines Lovemobile Medienpräsenz zu verschaffen, auch wenn sie von der Techno-Szene nur entfernt tätig sind.